# True Whig Party

Flagge der Partei

Die True Whig Party, die auch Liberian Whig Party genannt wird, ist eine 1869 gegründete, rechtskonservative politische Partei und ist somit die älteste und traditionsreichste Partei in Liberia. Gegenwärtiger Vorsitzender ist der im Exil in Philadelphia  (USA) lebende Bürgerrechtler Jeffrey Harmon, Absolvent der Universität von Liberia und Politikwissenschaftler, der auch an zahlreichen Symposien zum Wiederaufbau Liberias teilnahm.

## Geschichte
Die True Whig Party war von 1878 bis zum Putsch durch Samuel K. Doe 1980 die einzige legale Partei in Liberia – somit war Liberia der erste offizielle Einparteienstaat der Welt. Ursprünglich war die Ideologie der Partei durch die US-amerikanische Whig Party beeinflusst.
Die Partei wurde 1869 im Township von Clay-Ashland gegründet.
Sie herrschte über eine Gesellschaft, in der nur die aus Nordamerika gekommenen Siedler und ihre Nachkommen Bürger mit Wahlrecht waren, und arbeitete oft gemeinsam mit dem Freimaurer-Orden. Die Partei unterstützte ein System der Zwangsarbeit. Im Jahre 1930 erschütterte der Fernando-Po-Skandal die Macht der Ameriko-Liberianer. Mit Duldung und Beihilfe der liberianischen Regierung verkauften Menschenhändler Jugendliche aus dem liberianischen Hinterland als Zwangsarbeiter an die Besitzer von Kakao-Plantagen auf Fernando Póo (heute Bioko in Äquatorialguinea), was zu einem Fünfjahresboykott Liberias durch die USA und Großbritannien führte. Dennoch sah die westliche Welt in der Partei eine stabilisierende Kraft und investierte in das Land, das von 1944 bis 1971 von William Tubman regiert wurde.
Die Partei verlor an Einfluss, nachdem William Tolbert, Tubmans Nachfolger, im April 1980 von Gegnern der Unterdrückung und Korruption umgebracht wurde. Danach unterdrückte nun die ehemalige Opposition die True Whig Party. Eine große Mehrheit ihrer Mitglieder und Unterstützer verließ daraufhin die Partei, die aber weiterhin als kleine Partei existiert.
Die Partei beteiligte sich an den liberianischen Wahlen 2005 als Teil der Koalition für die Transformation von Liberia.